# Химическая промышленность

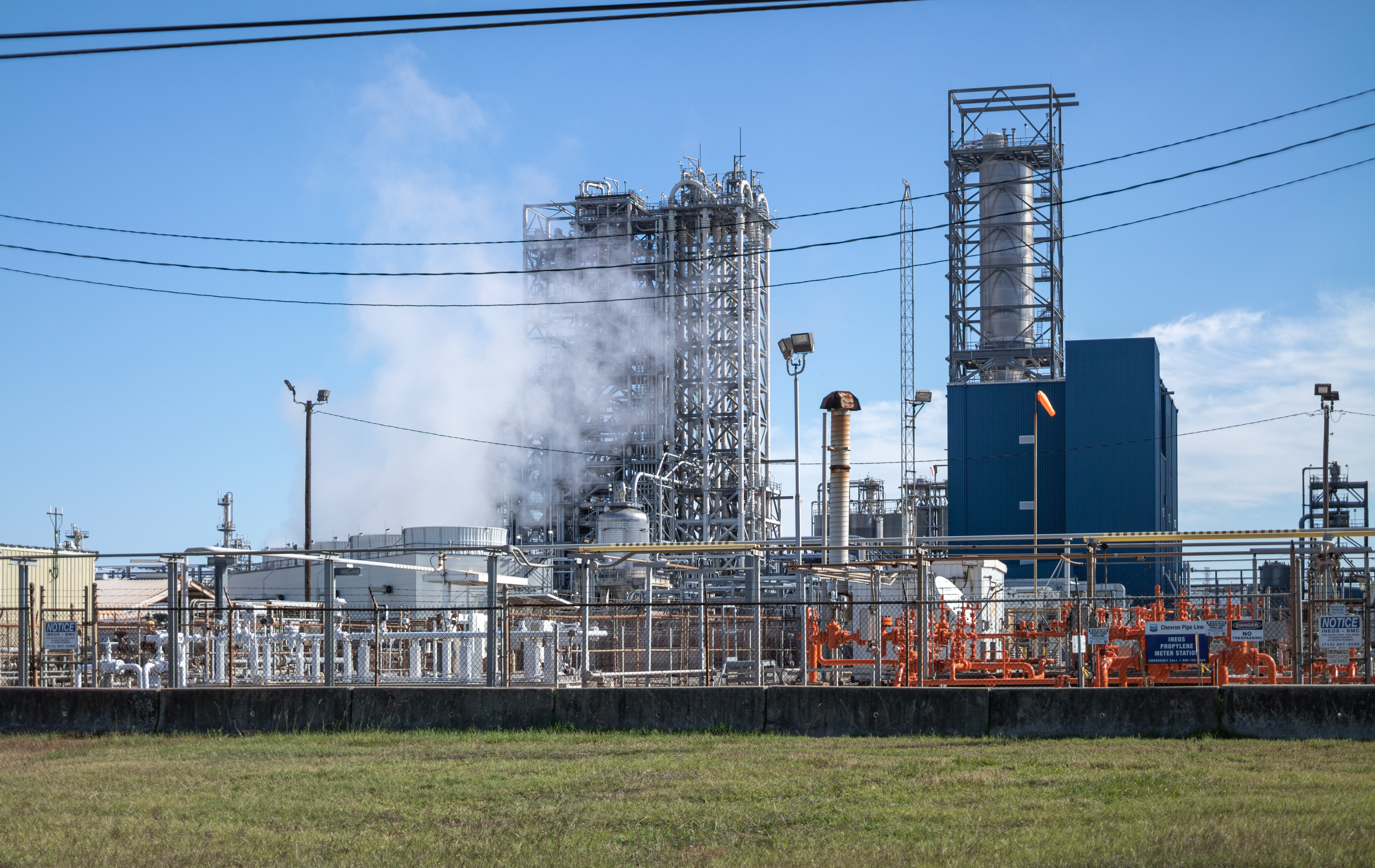
Химический завод компании INEOS в Ла-Порте (Техас)

Хими́ческая промы́шленность — отрасль промышленности, включающая в себя производство продукции из углеводородного, минерального и другого сырья путём его химической переработки.
Химическая промышленность является одной из основных отраслей современной мировой экономики, она преобразует сырье (нефть, природный газ, воздух, воду, металлы и полезные ископаемые) в более чем 30 000 различных продуктов. Валовый объём производства химической промышленности в мире составляет около $2 трлн долларов.
Химическая промышленность является одним из самых быстро развивающихся направлений в экономике России в последние годы, с темпом ежегодного роста в 5-7 %. В 2004 г. объём промышленного производства химической и нефтехимической промышленности России составил 528,156 млрд рублей. По состоянию на 2018 год химическая промышленность составляет примерно 15 % производственного сектора экономики США.

## История развития отрасли
Хотя химикаты производились и использовались на протяжении всей истории человечества, рождение тяжелой химической промышленности (производство химикатов в больших количествах для различных целей) совпало с началом промышленной революции.
Первые заводы по производству серной кислоты — важнейшей из минеральных кислот, применяемых человеком, были построены в 1736 (Великобритания, Туикенем), в 1766 (Франция, Руан), в 1805 (Россия, Подмосковье), в 1810 (Германия, Лейпциг). Для обеспечения потребностей развивающихся текстильной и стекольной промышленности возникло производство кальцинированной соды. Первые содовые заводы появились в 1793 (Франция, Париж), в 1823 (Великобритания, Ливерпуль), в 1843 (Германия, Шёнебек-на-Эльбе), в 1864 (Россия, Барнаул). С развитием в середине XIX в. сельского хозяйства появились заводы искусственных удобрений: в 1842 в Великобритании, в 1867 в Германии, в 1892 в России.
Сырьевые связи и раннее возникновение индустрии способствовали становлению Великобритании как мирового лидера в химическом производстве на протяжении трёх четвертей XIX века. С конца XIX века с ростом потребности экономик в органических веществах лидером в химической промышленности становится Германия. Благодаря быстрому процессу концентрации производств, высокому уровню научно-технического развития, активной торговой политике Германия к началу XX в. завоёвывает мировой рынок химической продукции.
В США химическая промышленность начала развиваться позже, чем в Европе, но уже к 1913 по объёму производства химической продукции США опередили Европу. Этому поспособствовали богатейшие запасы полезных ископаемых, развитая транспортная сеть, мощный внутренний рынок. Лишь к концу 80-х годов химическая индустрия стран ЕС в общем исчислении вновь превысила объёмы производства в США.
Доля химической индустрии в структуре ВВП России в 2006 году составила около 6 %, в структуре экспорта — около 5 %, в структуре валютной выручки — около 5 %; в отрасли сосредоточено почти 7 % основных фондов промышленности. 
В 2010-2020 годах произошло значительное увеличение введения новых мощностей химической промышленности в Азии. В 2022 году Китай обогнал США в производстве этилена, являющегося сырьем для производства 3/4 продукции нефтехимической отрасли. Кроме того, Китай лидирует в мире по экспорту полиэтилентерефталатных смол, терефталевой кислоты, поливинилхлорида и полиэфирных волокон. В 2021 году крупнейшей химической компанией мира по выручке стала китайская Sinochem Holdings.

## Подотрасли химической промышленности
| Подотрасль                | Примеры                                                                 |
| ------------------------- | ----------------------------------------------------------------------- |
| Неорганическая химия      | Производство аммиака, Содовые производства, Сернокислотные производства |
| Органическая химия        | Акрилонитрил, Фенол, Окись этилена, Карбамид                            |
| Силикатная промышленность | Керамика, цемент, стекло                                                |
| Нефтехимия                | Бензол, Этилен, Стирол                                                  |
| Агрохимия                 | Удобрения, Пестициды (Инсектициды, Гербициды)                           |
| Полимеры                  | Полиэтилен, Бакелит, Полиэстер                                          |
| Эластомеры                | Резина, Неопрен, Полиуретаны                                            |
| Взрывчатые вещества       | Нитроглицерин, Нитрат аммония, Нитроцеллюлоза                           |
| Фармацевтическая химия    | Лекарственные препараты                                                 |
| Парфюмерия и косметика    | Кумарин, Ванилин, Камфора                                               |

## Крупнейшие химические компании
Крупнейшие химические компании мира
| Компания, штаб-квартира                    | Объём продаж в 2005, млрд. долл. | Место |
| ------------------------------------------ | -------------------------------- | ----- |
| BASF AG, Людвигсхафен, Германия            | 53,2                             | 1     |
| Dow Chemical, Мидленд, США                 | 46,3                             | 2     |
| Shell Chemicals, Нидерланды/Великобритания | 35,0                             | 3     |
| Bayer AG, Леверкузен, Германия             | 34,1                             | 4     |
| INEOS, Линдхёрст, Великобритания           | 33,0                             | 5     |

Крупнейшие химические компании России
Химическая промышленность РФ объединяет более 1000 крупных и средних предприятий.
| Компания, штаб-квартира                          | Объём продаж млрд. руб. | Специализация             |
| ------------------------------------------------ | ----------------------- | ------------------------- |
| Сибур Холдинг (Москва)                           | 531,3 (2019, МСФО)      | Нефтехимия                |
| Еврохим (Москва)                                 | 459,3 (2019, МСФО)      | Производство удобрений    |
| Газпром нефтехим Салават (Салават, Башкортостан) | 246,7 (2019, РСБУ)      | Нефтехимия                |
| Нижнекамскнефтехим (Нижнекамск, Татарстан)       | 174,1 (2019, МСФО)      | Синтетические каучуки     |
| Акрон (Великий Новгород)                         | 115 (2019, МСФО)        | Минеральные удобрения     |
| Казаньоргсинтез (Казань, Татарстан)              | 72,4 (2019, РСБУ)       | Полиэтилен, поликарбонаты |
| Уралкалий (Березники, Пермский край)             | 2,8 (2019, МСФО)        | Калийные удобрения        |